# Brotherhood of Man
Brotherhood of Man је британска поп група која је постигла успех 1970-их. Победили су на Песми Евровизије 1976. са песмом "Save Your Kisses for Me"  (Сачувај своје пољупце за мене).
Групу Brotherhood of Man је 1969. формирао текстописац и продуцент плоча Тони Хилер; то у почетку била група која је често мењала певаче. Од 1973. Хилер је формирао дефинитивну четворочлану поставу коју су чинили Мартин Ли, Ли Шериден, Ники Стивенс и Сандра Стивенс. Ова верзија групе је имала многе хитове широм света средином до касних 1970-их. Група је наставила са наступима у 21. веку наступајући широм Европе. Свеукупно су издали 16 студијских албума, са продајом од 15 милиона плоча широм света.

## Историја

### Оригинална постава
Brotherhood of Man је основао продуцент/композитор Тони Хилер 1969. и првобитно је укључивао Џона Гудисона са Тонијем Бароузом, Роџером Гриневејем, Сју Гловер и Сани Лесли. Гриневеј је такође био текстописац и коаутор неких хитова. Бароуз је био познати сесијски певач, који је наступао у различитим поставама на хит сингловима. Две женске чланице, Гловер и Лесли, биле су самосталне, издајући синглове као Сју и Сани.
Група се окупила 1969. и почела да снима неке песме са Хилером. Њихов први сингл "Love One Another" није успео да се нађе на топ листама, али је следећи "United We Stand" (објављен у јануару 1970.) био светски хит. Сингл је ушао у Топ 20 хит у Великој Британији, Канади, Аустралији и САД. Песма је од тада коришћена као завршна тема за телевизијски шоу The Brady Bunch Hour и као химна за разне сврхе. Још један хит, "Where Are You Going to My Love" налазио се на топ листама у Великој Британији, Канади и САД, а од тада су га, између осталих, обрадили Оливија Њутн-Џон и The Osmonds. Убрзо је уследио деби албум United We Stand.
Током наредне две године, група је наставила са различитим саставима. Разишли су се након што их је њихова дискографска кућа напустила.

### Коначни састав
Желећи да одржи устаљено име у животу, Хилер је кренуо у састављање нове групе. Године 1972. окупио је трио сесијских певача, Мартина Лија, Никија Стивенса и Лија Шеридена.
Трио је почео да снима заједно, али је њихов први сингл, "Rock Me Baby", који је изашао крајем 1972. године, отказан због објављивања песме Дејвида Кесидија. Коначно, њихова прва два сингла "Happy Ever After" и "Our World of Love" објављена су 1973. године. Ниједан сингл није доспео на листу и убрзо након тога, још један женски вокал је додат у поставу, Сандра Стивенс. 
Квартет је објавио свој први сингл, „When Love Catches Up on You“ у јануару 1974. Није успео да се нађе на топ листама, али је следећи сингл "Lady" постао хит у Европи. Охрабрени овим, група је кренула у снимање свог деби албума који је објављен касније током године заједно са још два сингла, али ниједан од њих није постигао успех. Пре него што је издавачка кућа Pye Records престала са радом, Brotherhood of Man је издао још један сингл у лето 1975. Ово је била оптимистична песма "Kiss Me Kiss Your Baby" и иако није оставила утисак у Великој Британији, постала је велики хит у Европи, достигавши број један у Белгији и број два у Холандији, као и првих 10 пласмана у другим земљама. Brotherhood of Man је обишла Европу, усавршавајући своју сценску игру и хармоније, док су Хилер, Шериден и Ли радили на компоновању песама за свој други албум. Међу њима је била и песма под називом „Save Your Kisses for Me“.

### Победа на Евровизији
Почетком 1976. Хилер је одлучио да песму „Save Your Kisses for Me“ уврсти на такмичење A Song for Europe.  Песма је доспела у одабраних дванаест песама, а 25. фебруара је победила, објављена је као сингл у марту и доспела на прво место две недеље пре финала такмичења. У Холандији је 3. априла одржано такмичење за Песму Евровизије 1976. и Brotherhood of Man су извели песму, обучени у црвено, бело и црно, уз једноставну кореографију коју је осмислио Гај Лутман. „Save Your Kisses for Me“ је освојила титулу убедљивом победом. Како је изјавио менаџер Хилер;
"..."Save Your Kisses for Me" је био хит широм Европе '75. Чврсто верујем да нам је отворио врата годину дана касније и помогао нам да прођемо добро јер су нас познавали – сваког викенда путовали смо да радимо ТВ спотове у Француској, Белгији, Немачкој и Швајцарској“.
Песма је постала велики хит широм света и достигла број 1 у многим земљама и вратила групу на америчке топ листе. Песма је на крају продата у шест милиона примерака широм света и још увек је најпродаванији сингл који је победио на Евровизији икада. У Великој Британији је остао на првом месту шест недеља и донео им платинасти диск. Завршила је као најпродаванији сингл године и још увек је један од ретких синглова у Великој Британији који је продат у милион примерака. 

### После успеха на Евровизији
Група је већ снимила други албум који је годину дана раније објављен у неколико земаља. Након њихове победе, Pye Records је објавио албум са додатком "Save Your Kisses for Me". Под називом Love and Kisses, албум је био успешан у Великој Британији, достигавши првих двадесет, као и у другим земљама, заузевши 6. позицију у Норвешкој, на пример. Убрзо након тога, објављен је пратећи сингл. Песма није успела да се нађе на високом месту, достигла је само 30. место у Великој Британији, али је прошла боље у другим земљама, посебно у Белгији где је заузела друго место. Због неуспеха сингла, дискографска кућа није објавила ништа друго у Великој Британији до краја 1976. године, упркос чињеници да је у Европи објављен нови албум материјала заједно са сингловима у разним земљама: „I Give You My Love“ у Немачкој, Шпанији и другим и „New York City“ у Француској.
Почетком 1977. група је објавила свој следећи сингл, "Oh Boy (The Mood I'm In)". Песма је била промена у односу на њихове претходне хитове јер су је водиле жене и много више у савременом поп стилу. Песма је била хит у Великој Британији, достигла је топ 10 и добро се показала у Европи. Албум који је објављен у Европи претходне године сада је објављен у Великој Британији са додатком новог сингла. 
Њихов напредак је потврђен објављивањем њиховог следећег сингла, "Angelo". који је објављен у лето 1977. и био је тренутни успех, користећи стил АББА-е како у песми (за коју је оцењено да је слична песми "Fernando"), тако и у извођењу/презентацији. Песма је доспела на прво место британске листе и постала један од највећих хитова године, а завршила је и међу 50 најпродаванијих синглова деценије.
Група се борила до 1978. са издавањем "Figaro", који их је вратио у моду и постао њихов трећи сингл број један у Великој Британији. У мају је објављен "Beautiful Lover" , још један хит, који је достигао топ двадесет у Великој Британији и провео три месеца на топ листама. Убрзо је објављен албум B for Brotherhood достигавши 18. место у Британији – њихов најуспешнији албум до тада.
Како се година ближила крају, објављен је још један сингл, "Middle of the Night", заједно са компилацијом највећих хитова, Twenty Greatest. Осим што су представили све сопствене хитове и неколико нумера са албума и нових песама, група је поново снимила и "United We Stand" и "Where are You Going to My Love" за албум. Twenty Greatest је постао најуспешнији албум групе, достигавши шесто место на УК топ листама и са петнаест недеља међу првих 75.

### Пад популарности
Године 1979. хитови су пресушили. Три сингла објављена у првих шест месеци ове године нису успела да доспеју на топ листе, као ни њихов следећи албум. Ово се десило упркос редовним ТВ наступима и радио емисијама, иако је група остала популарна на концертима уживо.
Менаџер Тони Хилер је 1980. основао сопствену издавачку кућу и Brotherhood of Man је издао први сингл  "Honey Don't Throw Our Love Away" који није доспео на топ листе, као ни следећи, обрада хита из 1960-их "Will You Love Me Tomorrow". Албум је снимљен, али је објављен само у Аустралији. Пред крај године, група је направила албум обрада. Албум је био хит, достигавши 14. место – њихов највећи успех на топ листама за две године. Албум је остао у првих 50 два месеца и награђен је златним диском за продају од преко 100.000 примерака.
Почетком 1982. Шериден је одлучио да напусти групу да би студирао музику. Хилер се сусрео са 28-годишњим Беријем Аптоном, текстописцем у успону.
Године 1982, Brotherhood of Man потписали су уговор са EMI Records и наоружани новим синглом, "Lightning Flash", који су написали Хилер, Ли и Аптон, група је поново покренута са новом савременом сликом и звуком. Песма је тек у лето 1982. достигла 67. место, али је то био њихов први сингл на топ листама у скоро четири године. Наставак није успео, али је група ипак почела да ради на новом албуму.
Године 1983, тим за писање песама Хилер, Ли и Аптон пријавио се за песму за такмичење A Song for Europe. Њихова композиција „When the Kissing Stops“ прошла је до финалних осам, али група је завршила на петом месту. Упркос неуспеху, Brotherhood of Man је снимио песму и изабрао је за свој следећи сингл. Издата у лето 1983, заједно са њиховим новим албумом, Lightning Flash, ниједна плоча није доспела на британску топ-листу и то је окончало њихов уговор са EMI Records. "When the Kissing Stops" остаје последње издање сингла Brotherhood of Man.
Brotherhood of Man је наставио да наступа на концертима широм Велике Британије и Европе, али мање од годину дана касније, Аптон је одлучио да оде да ради на другим пројектима и група је одлучила да се раздвоји. Тиме је окончан њихов дванаестогодишњи радни однос са Хилером.

### Реформација
Године 1985, група Brotherhood of Man поново се окупила за једнократни ТВ наступ и разговарали су о томе да се поново окупе. Током следеће године, а сада поново са Шериденом уместо Уптона, група је одлучила да се сакупи и почне поново да наступа. Крајем 1986. група се вратила на наступе уживо, али је одлучила да не покушава да се врати на листу.
Године 1990. Мартин Ли се удружио са текстописцима Полом Кертисом и Дејвидом Кејном како би компоновао мјузикл заснован на књигама „The Butterfly Children“ Анђеле и Пета Милса. Мјузикл је имао своју светску премијеру у Мичел театру у Глазгову, да би отворио Град културе у Глазгову 1990. године и трајао месец дана, а извео га је Мичел театар за младе. Само три месеца касније, представа је пребачена у већи Кингс театар у Глазгову и трајала две недеље. Представа је пребачена крајем 1992. у лондонско позориште Вест Енд. Brotherhood of Man је снимио саме песме, а колекција од деветнаест песама, доступна само на касетама, била је доступна за куповину у позоришту. Албум никада није комерцијално објављен. 
Године 1991. група се вратила у студио за снимање и направила албум поново снимљених хитова и неког новог материјала са холандским продуцентом Едијем Овенсом. Не само да је ово био њихов први снимак после пуних осам година, већ је био и први без Хилера. Албум није објављен у Великој Британији, али је објављен у Шпанији и у неким другим земљама као Златни хитови Brotherhood of Man.
Група је наставила да наступа уживо током деведесетих, углавном у кабареима и камповима за одмор. Године 1997. снимили су још један албум, заснован на њиховој емисији уживо. Поново, албум је садржао поновне снимке њихових хитова, као и обраде које изводе на концерту. Као и претходни албум, овај никада није комерцијално објављен и био је доступан само за куповину на њиховим наступима.
2000-тих, група је отишла у полу-пензију и смањила турнеје. Међутим, 2002. године осмислили су нову емисију уживо засновану на својим коренима из 1970-их. Под називом Прича из седамдесетих, емисија је обухватала путовање кроз деценију, при чему је група изводила добро познате песме из сваке године, уз нарацију о савременим догађајима. Група се вратила у студио и снимила албум песама емисије. Опет, овај албум није издат у продавницама, али је био доступан на CD-у у просторијама емисије. Песме су касније ипак добиле опште издање на разним компилационим албумима. Године 2004. објављен је први ДВД групе, који је садржао ТВ наступе многих њихових синглова.
До данас, група и даље изводи повремене наступе.
Године 2006. појавили су се на 50. годишњици гала такмичења за Песму Евровизије одржаног у Данској, где су изабрани за 5 најбољих песама Евровизије свих времена – највише од свих британских песама.
Група је објавила да се повлачи са турнеја 24. децембра 2022.
Албуми
- United We Stand (Deram, 1970)
- We're the Brotherhood of Man  (Deram, 1972)
- The World of the Brotherhood of Man (Decca, 1973)
- Good Things Happening (Dawn, 1974)
- Love and Kisses (Pye, 1976)
- Oh Boy! (Pye, 1977)
- Images (Pye, 1977)
- B for Brotherhood (Pye, 1978)
- Twenty Greatest (K-tel/Pye, 1978)
- Higher Than High (Pye, 1979)
- Singing a Song (Pye, 1979)
- Good Fortune (Dazzle, 1980)
- Sing 20 Number One Hits (Warwick, 1980)
- 20 Disco Greats / 20 Love Songs (Warwick, 1981)
- Lightning Flash (EMI, 1983)
- The Butterfly Children (1992)
- Greenhouse (1997)
- The Seventies Story (2002)